# Wanahayu
Wanahayu is een bestuurslaag in het regentschap Majalengka van de provincie West-Java, Indonesië. Wanahayu telt 2989 inwoners (volkstelling 2010).